# Estadi Maracanã
L'estadi Jornalista Mário Filho (més conegut com a Estadi Maracanã) és un estadi de futbol de la ciutat de Rio de Janeiro, Brasil. Actualment és l'estadi més gran del Brasil i va ser el més gran del món durant molts anys. Va ser la seu de la Copa del Món de Futbol 1950 celebrada al Brasil. És situat a la Rua Professor Eurico Rabelo, del barri de Maracanã.

## Història

### Construcció
Després de la Segona Guerra Mundial, Europa no estava en condicions d'organitzar una competició com el Mundial de Futbol, i la seu escollida va ser el Brasil. La capital, Rio, va haver de construir un gran estadi pel torneig i el projecte va ser responsabilitat del llavors alcalde, el mariscal Ângelo Mendes de Moraes. El concurs públic obert el 1947 va ser guanyat per l'equip format per Miguel Feldman, Waldir Ramos, Raphael Galvão, Oscar Valdetaro, Orlando Azevedo, Pedro Paulo Bernardes Bastos i Antônio Dias Carneiro.
El recinte ser inaugurat el 24 de juny de 1950 sota la denominació d'Estadi Municipal, però l'any 1964 se li va donar el seu nom actual, Jornalista Mário Filho, en honor de l'emblemàtic periodista esportiu Mário Leite Rodrigues Filho, un dels principals promotors de la construcció del camp. Però, per als locals el nom més comú és el de Maracanã, el barri on es troba, del riu que el travessa i d'un ocell molt comú en aquella regió (Ara severus).

### El Maracanã original
L'estadi té forma oval i ocupa gairebé 200 mil metres quadrats d'àrea total, amb un perímetre de 800 metres, una altura màxima de 32 metres i una el·lipse sense suports visibles en la part interior amb 300 metres d'eix major i 260 metres en el menor. Estava projectat per albergar 155.000 persones, convertint-lo en el major del món. En les localitats populars cabien 30.000 espectadors dempeus, en les tribunes 93.000, en la llotja d'autoritats 1.500 i 30.000 més en els seients anomenats vitalicis. Aquests seients estaven disposats en 25 files al voltant del camp de joc es trobaven cobertes per les tribunes. Darrere d'aquestes files es trobaven els sectors connectats per ascensors exclusius, llotges per a cinc persones cadascun i la llotja oficial, un sector VIP que va ser el primer al món ofert en un estadi. En aquests funcionaven bars i restaurants i instal·lacions sanitàries, serveis que es repetien en el nivell superior. A una altura de 12 metres, sempre tenint en compte el zero del camp de joc, existien allotjaments per 130 esportistes, amb restaurants, cuines, una fàbrica de gelats i llocs d'esplai. A l'altre costat es trobaven les instal·lacions mèdiques, amb 130 llits i zona de jocs per a nens.

### 1950 - 2000
En aquest estadi es van disputar 8 partits de la Copa del Món de 1950, destacant l'últim partit de la lligueta final entre les seleccions de Brasil i d'Uruguai, duel que havia de decidir el guanyador del torneig. El triomf de l'Uruguai, per 2 gols a 1, va passar a la història amb el nom de Maracanaço, i es considera una de les grans fites dels campionats del món de futbol. Aquell matx ostenta el rècord de públic en partits oficials. Segons dades de la FIFA, es van vendre 173.850 entrades, però la dada més estesa elevaria la xifra a 200.000 persones. En el partit "Fla-Flu" de 1963 es va produir el rècord d'assistència de públic en un partits entre clubs: 194.603 persones (177.656 entrades venudes a taquilla).
Per la seva gespa van passar grans ídols del món futbolístic: Pelé, Rivelino, Garrincha, Ademir, Zico, Tostão, Gérson, Jair, Obdulio Varela, Schiaffino, Maradona, Eusébio, entre d'altres. També van realitzar recitals importants figures musicals com Queen, Kiss, Aerosmith, Guns N' Roses, Frank Sinatra, Paul McCartney i altres.
Així mateix, ací va succeir un fet vergonyós per al futbol, en un partit entre Brasil i Xile, quan Roberto Rojas, porter xilè, després del llançament d'una bengala des del públic, va aparèixer amb un trau en una cella. El partit va ser suspès, però la investigació posterior va demostrar que el jugador es va tallar la cella esquerra amb un bisturí amagat en el seu guant. La selecció xilena va resultar desqualificada, perdent l'opció de participar en el mundial d'Itàlia 90, i Rojas va ser suspès de per vida.

### 2000 - actualitat
El 1999 va sofrir reformes per albergar el primer Mundial de Clubs de la FIFA el gener de 2000, guanyat pel SC Corinthians de São Paulo. En aquesta reforma la seva capacitat va passar de 140.000 a 103.022 persones.

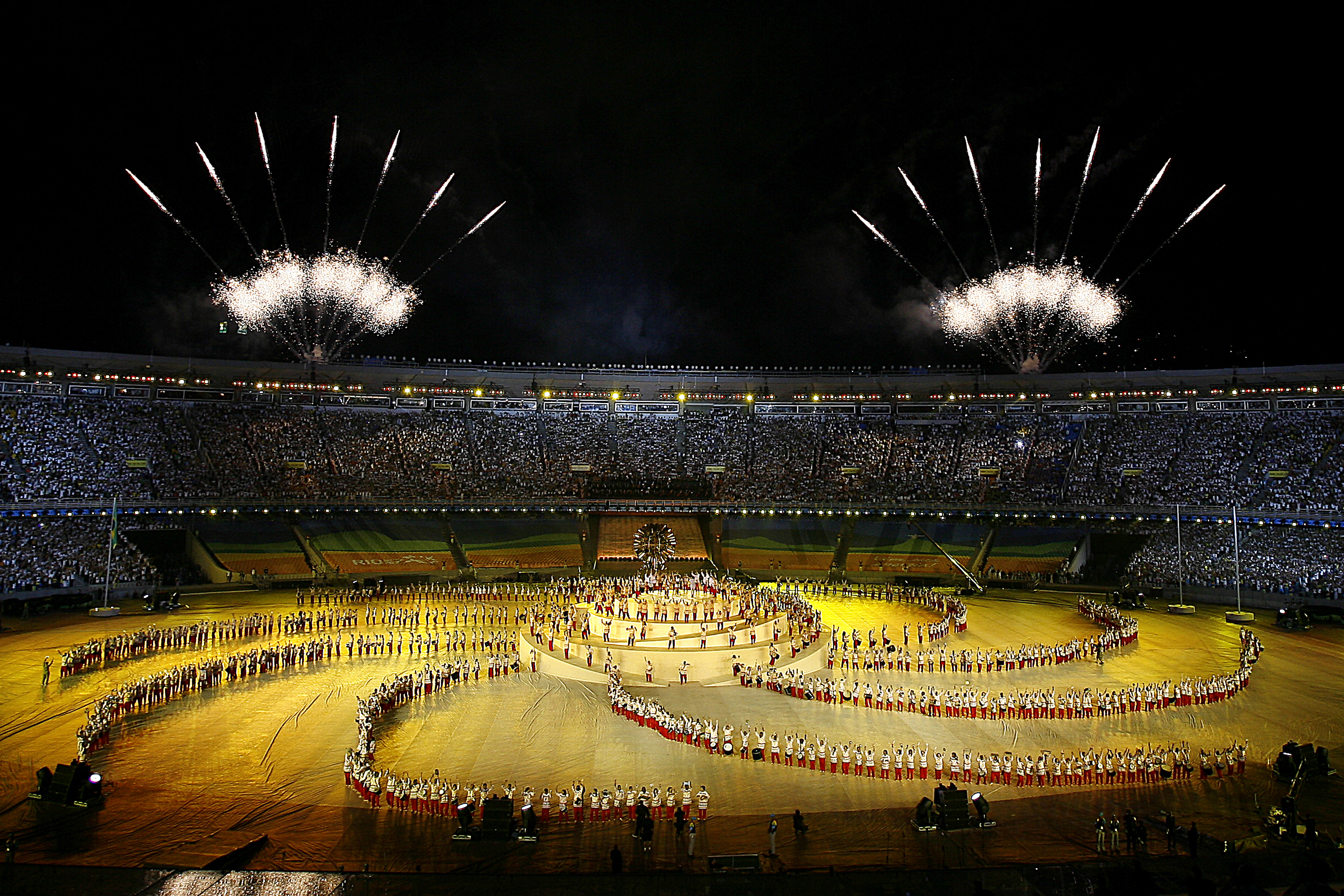
Imatge de l'estadi durant la cerimònia d'obertura dels Jocs Panamericans el 2007.

El juliol del 2007 l'estadi va ser la seu de les cerimònies d'obertura i clausura dels Jocs Panamericans.
Posteriorment, aquest monument del futbol va ser novament reformat per complir amb les últimes normes de la FIFA per als estadis mundialistes, ja que el Brasil va ser novament amfitrió del major esdeveniment del futbol mundial l'any 2014. Les obres van tenir un pressupost inicial de 300 milions de dòlars, tot i que el cost final va rondar els 380 milions. El Maracanã va conservar la seva façana i el color blau cel tradicional, però la seva forma oval de cinc plantes va a guanyar una coberta, la qual cosa li va donar un aire de modernitat. Així mateix, es va reduir l'aforament als actuals 78.838 seients.
L'estadi va equipar-se també amb una cuina industrial i restaurants. Les graderies de la part inferior van ser modificades per permetre una millor visibilitat als espectadors. L'accés compta ara amb un nou túnel, rampes i escales mecàniques. Les zones destinades als jugadors (especialment els vestidors), a la premsa, als espectadors (seients, banys, restaurants) i el sector de botigues es van adaptar a les exigències de la FIFA. L'estacionament també va ampliar-se, augmentant un 60% la seva capacitat.

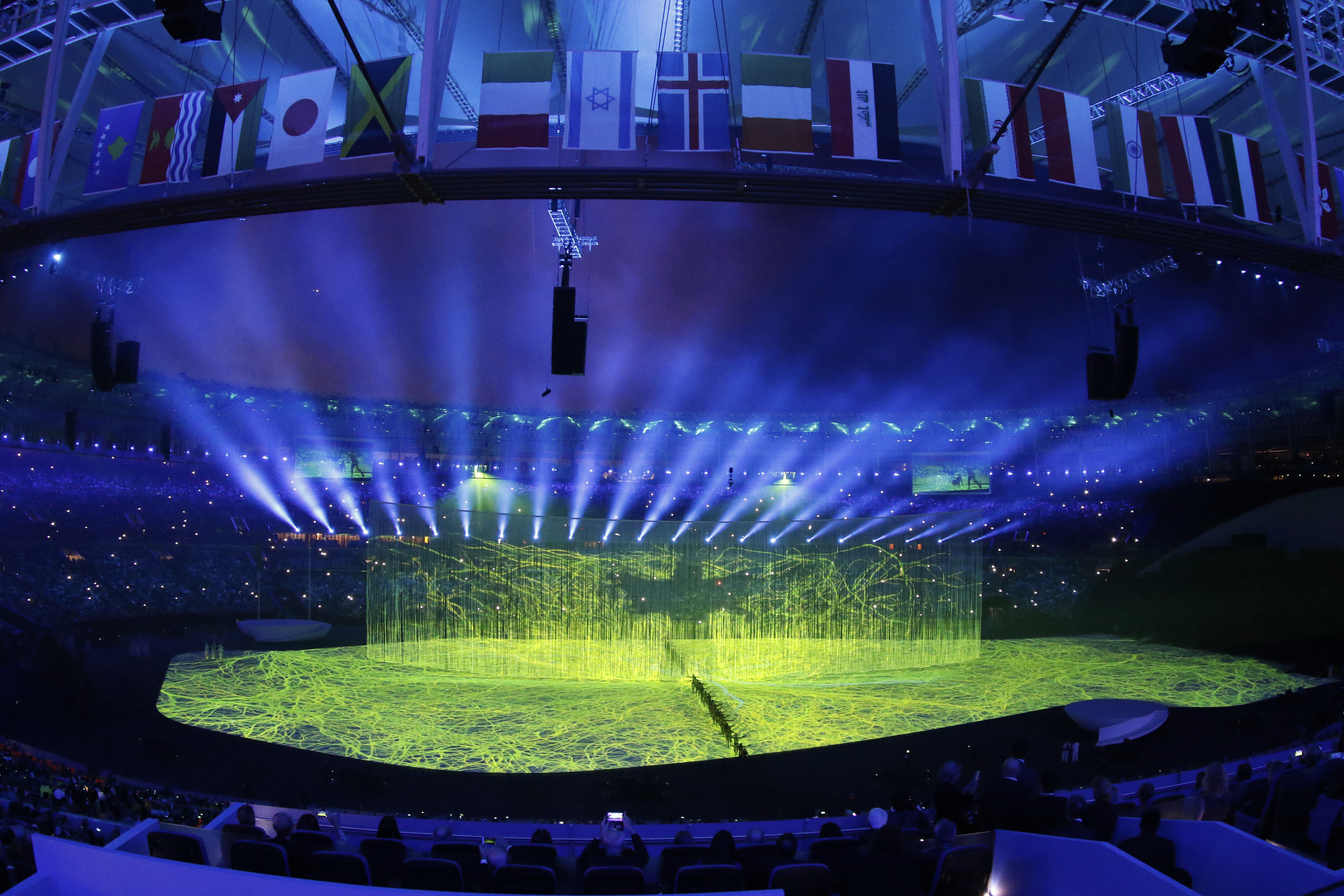
Cerimònia d'inauguració dels JJOO de 2016.

Dos anys després de rebre la copa, Rio de Janeiro va acollir els Jocs Olimpics i Paralímpics d'estiu de 2016, i el Mário Filho fou la seu de les cerimònies d'apertura i clausura. A més d'aquests esdeveniments, l'estadi també va ser escenari de la competició olímpica de futbol, veient els triomfs dels equips d'Alemanya en noies i dels amfitrions en nois.

Pocs mesos després d'acabats els Jocs, es va fer públic l'estat d'abandó en el que es trobava l'estadi. Es va produir una batalla legal entre el propietari de la infraestructura (l'Estat de Rio de Janeiro), el Comité Olímpic Brasiler i l'empresa concessionària dels drets d'ús de les instal·lacions, per dirimir qui havia de fer front a tots els desperfectes i adaptacions d'última hora que es van produir al Maracanã durant els Jocs. Mentre s'esperava la resolució, ningú es va fer càrrec del seu manteniment i vigilància, permetent-ne gran quantitat d'actes vandàlics i furts.

Foto panoràmica de l'estadi

## Galeria d'imatges

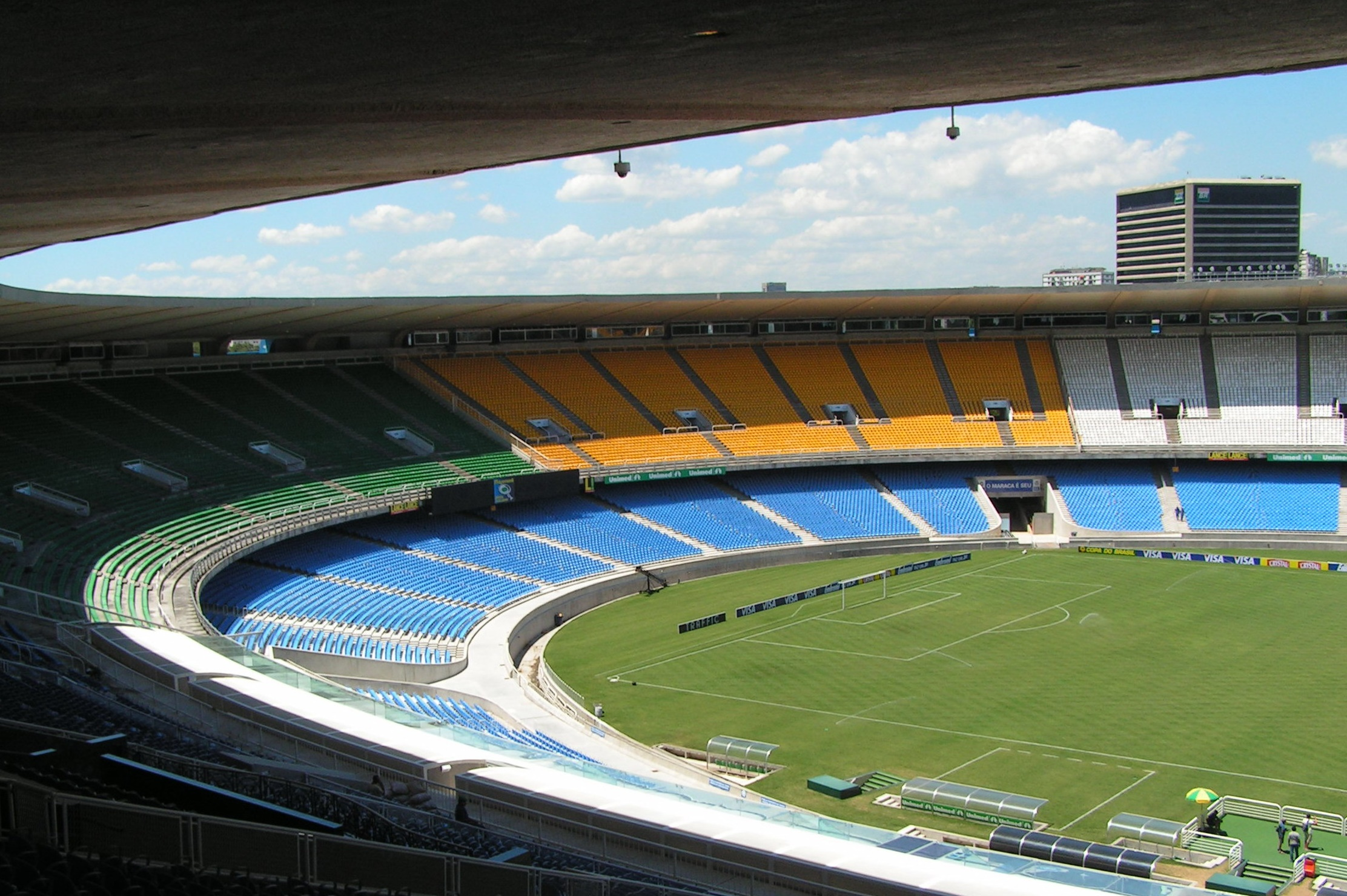
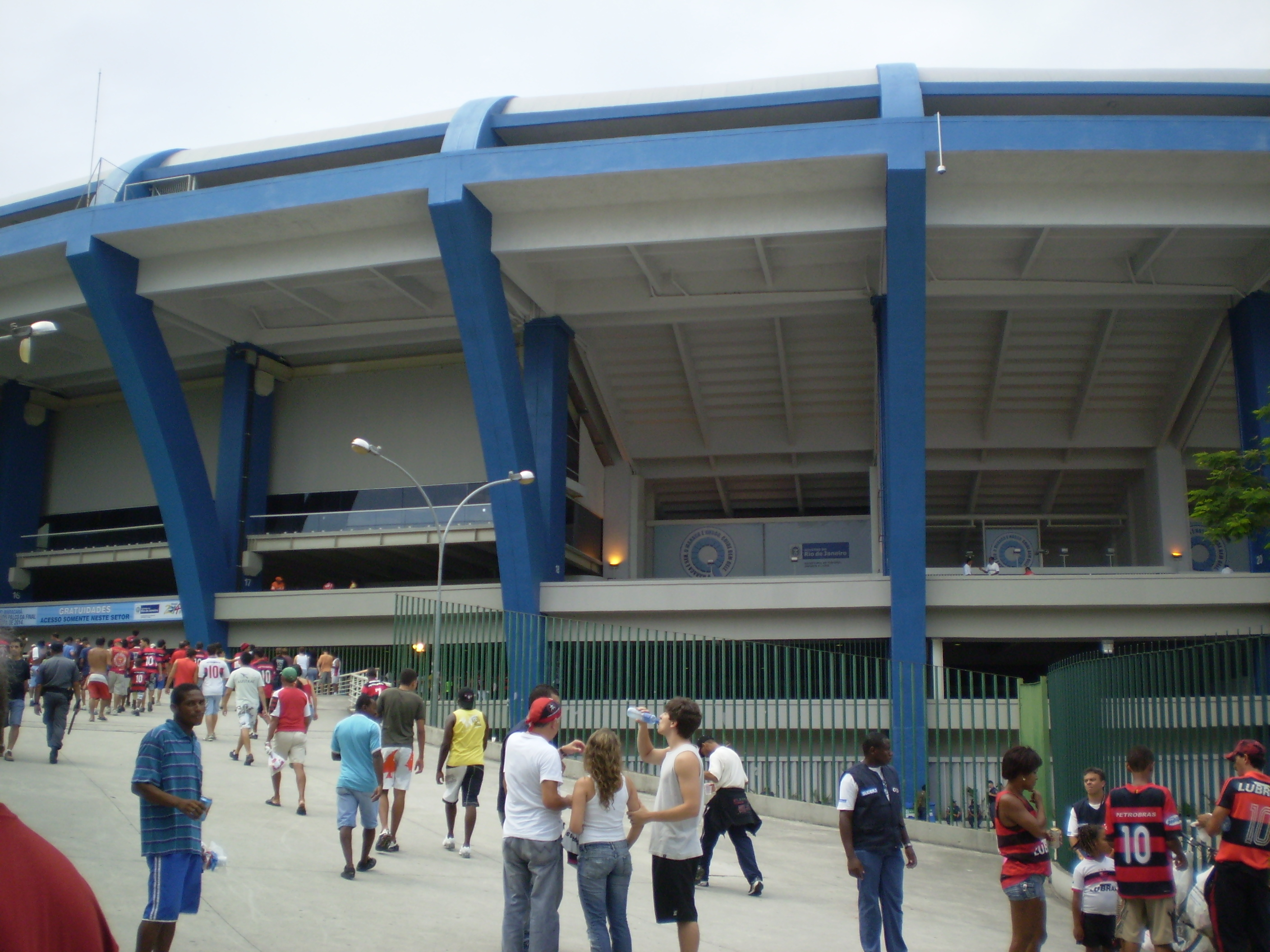
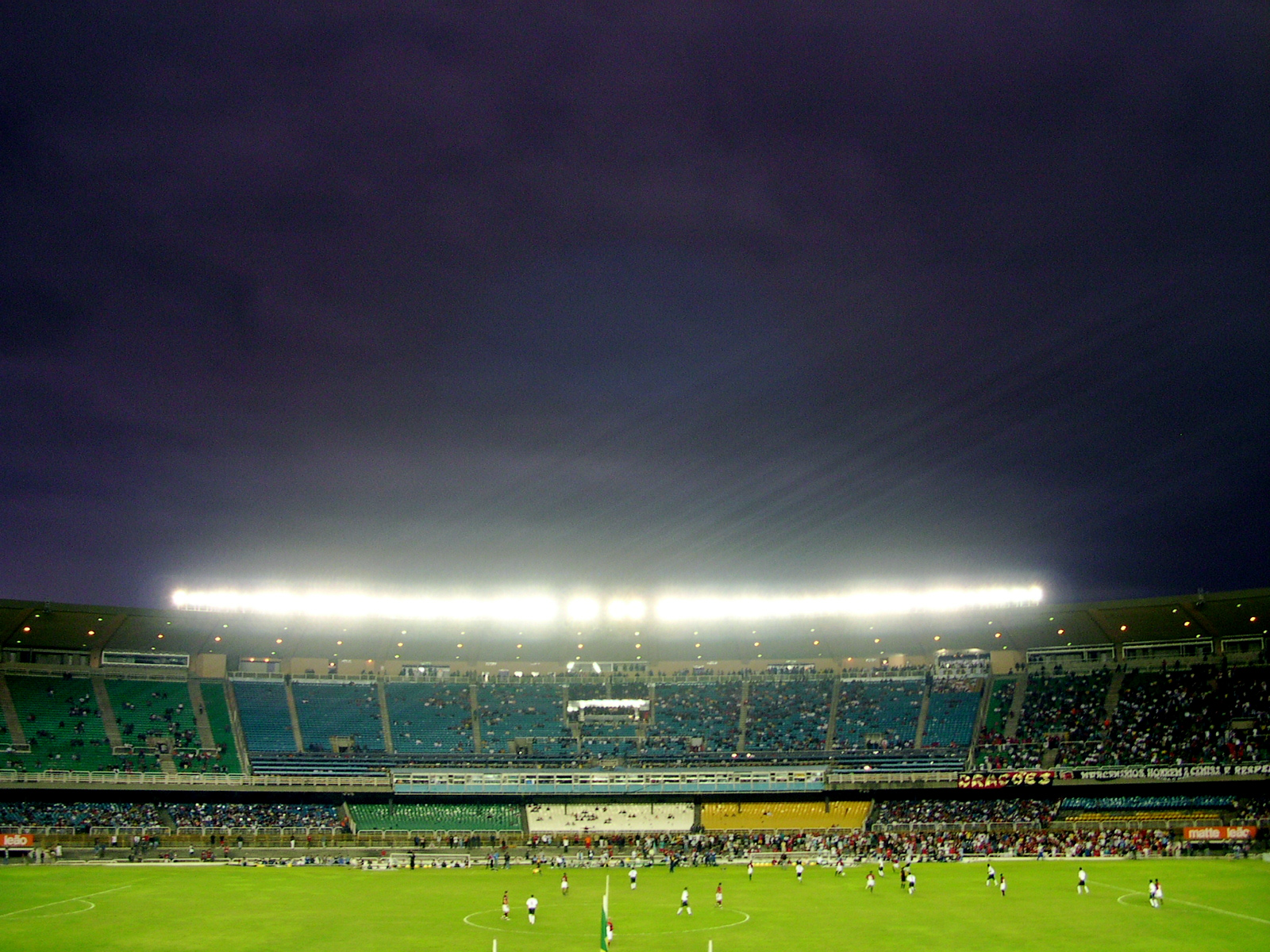
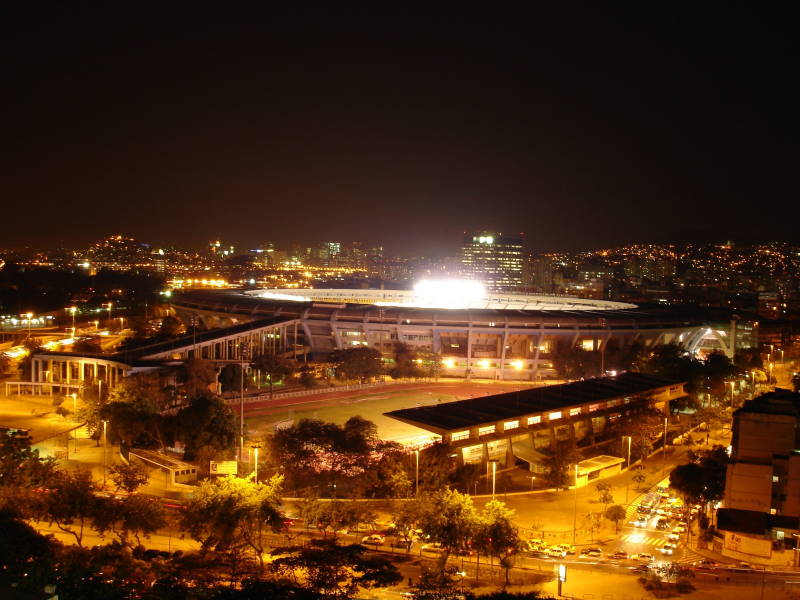
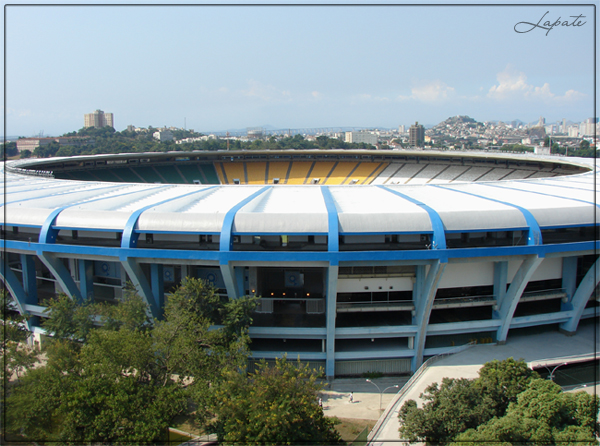
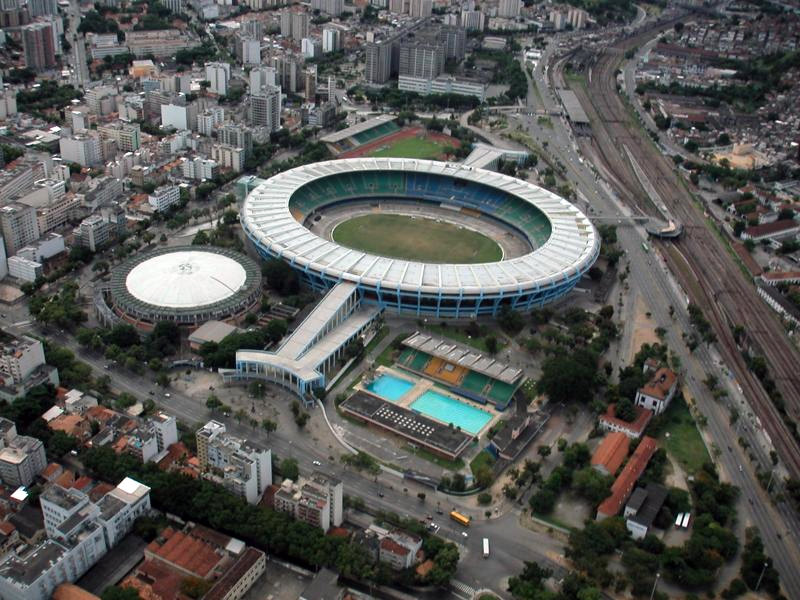